# Polače
Polače – wieś w Chorwacji, w żupanii dubrownicko-neretwiańskiej, w gminie Mljet. W 2011 roku liczyła 113 mieszkańców.